# 莊永燦

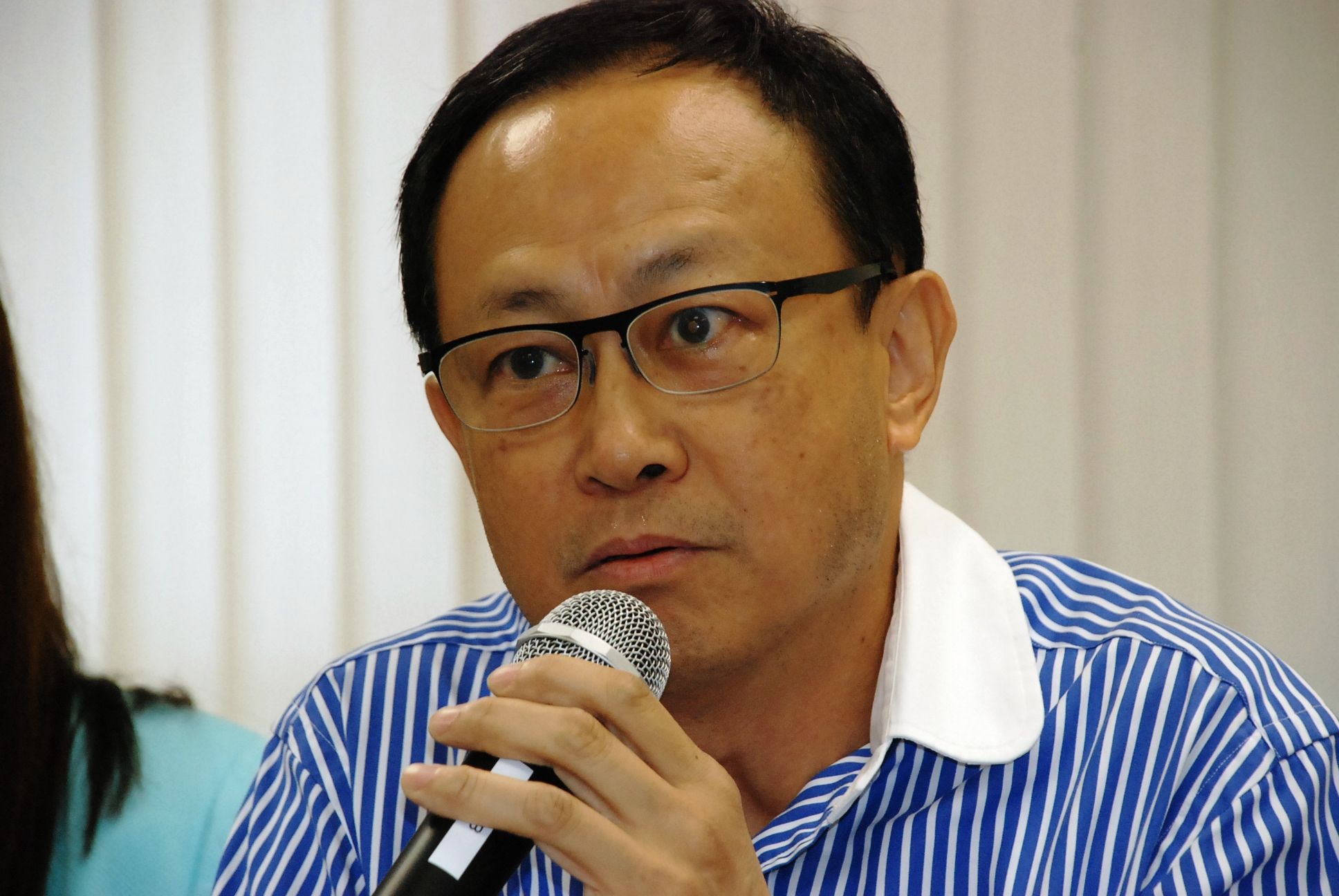
莊永燦（2013年）

莊永燦，MH（1952年8月14日—2018年11月21日），香港油尖旺區議會前區議員，生前是經民聯及西九新動力成員。
莊永燦出生於香港，祖籍廣東普寧市果隴鄉，是一名執業律師、國際公證人及政治時事評論員。於九龍華仁書院預科畢業，後赴英國留學修讀法律。2007年當選油尖旺區民選區議員，一直任當區區議員直至去世。於2008年，莊永燦以獨立候選人身份參選立法會選舉九龍西議席，最後以1,076票（0.52%）落選。
2018年11月21日，莊永燦任內因肝癌於香港浸會醫院病逝，享壽66歲。

## 經歷
莊永燦在26歲時由英國回港，當上全職執業律師。他是「香港律師紀律審裁團」審裁員之一，負責審理律師失德違規的行為。他也是「香港國際公證人協會」理事之一，負責管理際公證人作為專業團體的事務。此外，他生前曾擔任「建築物上訴審裁小組」主席，審理一切與建築物有關的上訴案件。也曾擔任油尖旺民選區議員，並擔任區議會「房屋事務及大廈管理委員會」主席。他也曾在信報及其他刊物發表政治時事的評論文章。

## 曾參與選舉

### 立法會
| 年份 | 政治聯繫   | 參選界別 | 所得票數 | 百分比 | 結果 | 備註 |
| ---- | ---------- | -------- | -------- | ------ | ---- | ---- |
| 1998 | 獨立       | 法律界   | 138      | 6.07%  | 落敗 |      |
| 2008 | 西九新動力 | 九龍西   | 1,076    | 0.52%  | 落敗 |      |

### 區議會
| 年份 | 政治聯繫          | 選區 | 所得票數 | 百分比 | 結果 | 備註               |
| ---- | ----------------- | ---- | -------- | ------ | ---- | ------------------ |
| 2007 | 獨立              | 大南 | 1,103    | 56.59% | 勝出 | 隱瞞西九新動力聯繫 |
| 2011 | 獨立              | 大南 | 1,076    | 37.39% | 勝出 | 隱瞞西九新動力聯繫 |
| 2015 | 經民聯/西九新動力 | 大南 | 1,424    | 47.59% | 勝出 | 任內逝世           |

### 選舉委員會
| 年份 | 政治聯繫       | 界別         | 所得票數 | 百分比 | 結果 | 備註 |
| ---- | -------------- | ------------ | -------- | ------ | ---- | ---- |
| 2016 | 港九區議員聯隊 | 港九各區議會 | 139      | 66.83% | 勝出 |      |

## 言論及事件
莊永燦在任職區議員期間，曾在2008年6月於油尖旺區議會的討論中倡議取消旺角西洋菜南街行人專用區，理由是行人專用區已偏離最初設立原意，成為年青人表演、法輪功、政治論壇和推銷員設置「街站」的場地等，影響行人，引起不少討論。10年後到2018年7月西洋菜南街行人專用區因為長期噪音問題，經區議會討論後由政府在憲報刊憲正式取消。
莊永燦於2016年10月23日《城市論壇》擔任嘉賓，其言論提到香港的政治體制屬於“行政主導而有三權分立影子設計”，使在場其他嘉賓及主持人感到驚訝，他並說香港並非國家，也不能搬英美制度過來。並且與主持蘇敬恆相互爭論。

## 外部連結
- 莊永燦個人日誌[]